# 仙台放送スーパーニュース
『FNN仙台放送スーパーニュース』（せんだいほうそうスーパーニュース）は、仙台放送で生放送されていた（全国ニュース『FNNスーパーニュース』を内包した）宮城県向[平日夕方のローカルワイドニュース番組である。

## 番組概要
- 1998年3月30日、『FNNスーパーニュース』の開始とともに『FNN仙台放送スーパーニュース』としてスタート。

- 2005年10月3日より、『ヨジテレビ!ドラマ』の終了に伴って『スーパーニュース』の17時台をネットし始め、『ヨジテレビ!』と統合して番組名を『ライブ!』に改題、その後半2時間が『仙台放送スーパーニュース』 / 『FNN仙台放送スーパーニュース』となった。

- その告知CMでは、安藤優子が直々に告知を行った。

- 映像で流れる時の字幕はFNN NEWSと書かれた専用のものを使用しておらず、スポーツなどで使われている青線のものが使われている。

- 週末版は2001年4月7日から2015年3月29日まで『FNN仙台放送スーパーニュースWEEKEND』として放送されていた。

- 2015年3月27日付で、フジテレビが『スーパーニュース』の終了に伴い。本番組も終了することになった。

## 放送時間の変遷
| 期間      | 期間      | 放送時間（JST）               | 放送分数 |
| --------- | --------- | ----------------------------- | -------- |
| 1998.3.30 | 2000.3.31 | 月曜日 - 金曜日 17:55 - 19:00 | 65分     |
| 2000.4.3  | 2005.9.30 | 月曜日 - 金曜日 17:54 - 19:00 | 66分     |
| 2005.10.3 | 2007.9.30 | 月曜日 - 金曜日 16:55 - 19:00 | 125分    |
| 2007.10.1 | 2012.9.28 | 月曜日 - 金曜日 16:53 - 19:00 | 127分    |
| 2012.10.1 | 2015.3.27 | 月曜日 - 金曜日 16:50 - 19:00 | 130分    |

- なお、2005年9月30日までは定刻より15秒早いフライングスタートを取り、冒頭15秒間キャスターがニュース1項目を紹介した後オープニングタイトルCGを挟んで全国ニュースのヘッドラインに入る形となっていた。

## キャスター

### 現在
メインキャスター
- 佐藤拓雄（第3期、2012年1月 - 現在）
- 小口ひとみ（2013年3月18日 - 現在）
- 寺田早輪子（2014年4月 - 現在）

スポーツキャスター
- 金澤聡
- 広瀬修一
- 高谷恵倫（2014年4月 - 現在）

お天気キャスター
- 平野貴久（気象予報士、2012年4月 - 現在）

サブキャスター
- 梅島三環子（2014年4月 - 、毎週水曜に放送される「生活情報ファイル」を担当）

### 過去
| 期間      | 期間       | メインキャスター | メインキャスター      | メインキャスター      | お天気キャスター |
| 期間      | 期間       | 男性             | 女性                  | 女性                  | お天気キャスター |
| 期間      | 期間       | 男性             | 月 - 水               | 木・金                | お天気キャスター |
| --------- | ---------- | ---------------- | --------------------- | --------------------- | ---------------- |
| 1998.3.30 | 1998.12.25 | 柴山光由         | 菅原美千子 柳生聡子   | 菅原美千子 柳生聡子   | （不在）         |
| 1999.1.4  | 2000.6.30  | 柴山光由         | 柳生聡子              | 柳生聡子              | 岡田友香         |
| 2000.7.3  | 2001.3.30  | 柴山光由         | 柳生聡子              | 岡田友香              | 林佳緒里         |
| 2001.4.2  | 2002.3.29  | 柴山光由         | 柳生聡子              | 柳生聡子              | 林佳緒里         |
| 2002.4.1  | 2004.3.26  | 柴山光由         | 林佳緒里              | 林佳緒里              | （不在）         |
| 2004.3.29 | 2004.10.29 | 浅見博幸         | 林佳緒里              | 林佳緒里              | 出射由佳         |
| 2004.11.1 | 2005.9.30  | 浅見博幸         | 林佳緒里              | 林佳緒里              | 寺田早輪子       |
| 2005.10.3 | 2009.6.30  | 佐藤拓雄         | 林佳緒里              | 林佳緒里              | 高沢裕美         |
| 2009.7.1  | 2009.8.28  | （不在）         | 林佳緒里 寺田早輪子   | 林佳緒里 寺田早輪子   | 高沢裕美         |
| 2009.8.31 | 2009.10.2  | 佐藤拓雄         | 梅島三環子            | 梅島三環子            | 高沢裕美         |
| 2009.10.5 | 2009.10.30 | 佐藤拓雄         | 梅島三環子            | 梅島三環子            | 斉木美佳         |
| 2009.11.2 | 2010.10.1  | （不在）         | 梅島三環子 寺田早輪子 | 梅島三環子 寺田早輪子 | 斉木美佳         |
| 2010.10.4 | 2011.12.26 | （不在）         | 梅島三環子 寺田早輪子 | 梅島三環子 寺田早輪子 | 知念有美         |
| 2012.1.4  | 2012.3.30  | 佐藤拓雄         | 梅島三環子            | 梅島三環子            | 知念有美         |
| 2012.4.2  | 2013.3.15  | 佐藤拓雄         | 梅島三環子            | 梅島三環子            | 平野貴久         |
| 2013.3.18 | 2014.3.28  | 佐藤拓雄         | 小口ひとみ            | 小口ひとみ            | 平野貴久         |
| 2014.3.31 | 2015.3.27  | 佐藤拓雄         | 小口ひとみ 寺田早輪子 | 小口ひとみ 寺田早輪子 | 平野貴久         |

サブキャスター
- 佐藤拓雄（第1期、1998年4月 - 2001年3月）

フィールドキャスター
- 柳沢剛（2007年1月 - ）
- 寺田早輪子（2005年10月 - ）
- 東ふき（2007年 - 2010年5月）
- 原英里奈（2007年 - ）

スポーツキャスター
- 板垣龍佑（2006年 - 2009年）
- 早坂牧子（2007年 - 2011年）
- 原英里奈（2007年 - 2011年）
- 稲垣龍太郎（2011年5月 - 2014年3月）

## オープニングCG

### 全国ニュース開始時
- 初代 1998.3.30 - 4.30
  - CG フジテレビ製CGに「FNN仙台放送」を付け加えたもの。ただし、SUPER NEWSのロゴはなかった。
- 2代目 1998.5.1 - 2000.3.31
  - CG 初代のマイナーチェンジ版。
  - BGM 1999年度は変更。
- 3代目 2000.4.3 - 2002.3.29
  - CG フジテレビ製CGに「FNN仙台放送」を付け加えたもの。
  - BGM 通常、フジテレビ以外のFNN系列局では効果音がないが『FNNスーパーニュースWEEKEND』の音楽を流用したため、効果音がついていた。
- 4代目 2002.4.1 - 2005.9.30
  - CG オープニングのみ「仙台放送スーパーニュースFNN」という表記に。なお、セットなどでは引き続き「FNN仙台放送スーパーニュース」となっていたため、ねじれ現象が発生。
- 5代目 2005.10.3 - 11.30
  - CG 5時台ネットに合わせ、オリジナルのものに変更。表記も「FNN仙台放送 -」に戻った。
- 6代目 2005.12.1 - 2015.3.27
  - CG オリジナル

### ローカルパート開始時（18:15）
- BGMは2009年3月まではナッシュスタジオ作曲の「Short（25）」という曲を使用していた[1]。同年4月から2011年3月までは日本テレビの『報道特捜プロジェクト』のテーマ曲を短くしたものを使用していた[1]。同年4月から番組終了までキー局と同じBGMが使用された[2]。
- 柴山→浅見時代は冒頭で「こんばんは」という挨拶をせずにいきなりニュースを読み始めていた（柴山時代は全国ニュースの前のローカルオープニングで挨拶していた）。

## 仙台放送歴代の夕方ニュース
- 1978年10月2日 - 1984年9月28日 『仙台放送イブニングニュース』
- 1984年10月1日 - 1988年3月31日 『FNN仙台放送イブニングニュース』
- 1988年4月1日 - 1997年3月30日 『FNN仙台放送スーパータイム』
- 1997年3月31日 - 1998年3月29日 『FNN仙台放送ザ・ヒューマン』
- 1998年3月30日 - 2015年3月29日 『FNN仙台放送スーパーニュース』（平日）
- 1998年4月4日 - 2015年3月29日 『FNN仙台放送スーパーニュースWEEKEND』（週末）
- 2015年3月30日 - 2018年3月30日 『仙台放送みんなのニュース』（平日）
- 2015年4月4日 - 2018年4月1日 『FNNみんなのニュースWeekend』（週末）